# جاك لامبرت (ممثل أمريكي)
جون توماس لامبرت (13 أبريل 1920 - 18 فبراير 2002)، هو ممثل أمريكي متخصص في لعب دور الرجال الأقوياء والأثقلاء. اشتهر بلعب دور ستيف «المخلب» ميشيل المحب للقطط والمحبوب بالحديد في معضلة ديك تريسي «Dick Tracy's Dilemma».

## روابط خارجية
- جاك لامبرت على موقع IMDb (الإنجليزية)
- جاك لامبرت على موقع أول موفي (الإنجليزية)
- جاك لامبرت على موقع قاعدة بيانات برودواي على الإنترنت (الإنجليزية)
- جاك لامبرت على موقع قاعدة بيانات الأفلام السويدية (السويدية)
- جاك لامبرت على موقع إن إن دي بي (الإنجليزية)
- جاك لامبرت على موقع قاعدة بيانات الفيلم (الإنجليزية)
- جاك لامبرت على موقع كينوبويسك (الروسية)